# Flora Perfetti
Flora Perfetti (* 29. Januar 1969) ist eine ehemalige italienische Tennisspielerin.

## Karriere
Perfetti begann mit sechs Jahren das Tennisspielen, mit neun meldete sie ihr Vater zum Training an Im Alter von 16 Jahren gewann Perfetti ihren ersten italienischen Mannschaftstitel mit dem C.A. Faenza. Im Alter von 21 Jahren gewann sie ihr erstes Preisgeldturnier, das mit 10.000 US-Dollar dotierte Turnier in Riccione, wo sie im Finale Ginevra Mugnaini besiegte.
1994 und 1996 gewann sie auf dem ITF Women’s Circuit zwei Titel im Doppel und 2000 einen im Einzel. Im Oktober 2000 spielte sie ihr vorerst letztes Profiturnier, bevor sie im Juli 2008 in Imola mit Giulia Gasparri nochmals im Doppel antrat, wo das Duo aber bereits in der ersten Runde verlor.
Sie gewann während ihrer Karriere 193 Einzelbegegnungen, 73 Doppel und gewann insgesamt 425.684 US-Dollar an Preisgeld. Am 27. April 1997 erreichte sie ihr höchstes Ranking in der Einzelweltrangliste mit Platz 54 und am 17. März desselben Jahres Platz 71 in der Doppelweltrangliste.
1997 und 1998 spielte sie im Fed Cup in der italienischen Fed-Cup-Mannschaft. 1997 erreichte sie zusammen mit Silvia Farina Elia, Gloria Pizzichini und Francesca Lubiani den Wiederaufstieg in die Weltgruppe.
Nach ihrer Karriere arbeitet sie als Trainerin beim C.A. Faenza. Von 2009 bis 2011 trat sie bei mehreren ITF-Seniorenturnieren an und wurde am 1. November 2010 auf Platz 33 der Ü40-ITF-Rangliste geführt.

## Turniersiege

### Einzel
| Nr. | Datum              | Turnier | Kategorie   | Belag | Finalgegnerin | Ergebnis |
| --- | ------------------ | ------- | ----------- | ----- | ------------- | -------- |
| 1.  | 10. September 2000 | Fano    | ITF $25.000 | Sand  | Maja Matevžič | 6:3, 6:4 |

### Doppel
| Nr. | Datum         | Turnier | Kategorie   | Belag        | Partnerin     | Finalgegnerinnen                         | Ergebnis      |
| --- | ------------- | ------- | ----------- | ------------ | ------------- | ---------------------------------------- | ------------- |
| 1.  | 12. Juni 1994 | Caserta | ITF $25.000 | Sand         | Virag Csurgo  | Mami Donoshiro Kyōko Nagatsuka           | 6:1, 7:5      |
| 2.  | 24. März 1996 | Reims   | ITF $25.000 | Sand (Halle) | Giulia Casoni | Siobhan Drake-Brockman Catherine Tanvier | 6:3, 4:6, 6:4 |

## Abschneiden bei Grand-Slam-Turnieren

### Einzel
| Turnier         | 1992 | 1993 | 1994 | 1995 | 1996 | 1997 | 1998 | 1999 | Karriere |
| --------------- | ---- | ---- | ---- | ---- | ---- | ---- | ---- | ---- | -------- |
| Australian Open | —    | 1    | —    | —    | —    | 2    | 3    | 1    | 3        |
| French Open     | —    | 1    | —    | —    | 1    | 3    | 2    | —    | 3        |
| Wimbledon       | —    | —    | —    | 1    | 2    | 1    | 2    | —    | 2        |
| US Open         | 1    | —    | —    | 1    | 1    | 3    | 1    | —    | 3        |

Zeichenerklärung: S = Turniersieg; F, HF, VF, AF = Einzug ins Finale / Halbfinale / Viertelfinale / Achtelfinale; 1, 2, 3 = Ausscheiden in der 1. / 2. / 3. Hauptrunde; Q1, Q2, Q3 = Ausscheiden in der 1. / 2. / 3. Runde der Qualifikation; n. a. = nicht ausgetragen

### Doppel
| Turnier         | 1995 | 1996 | 1997 | 1998 | Karriere |
| --------------- | ---- | ---- | ---- | ---- | -------- |
| Australian Open | —    | —    | AF   | 1    | AF       |
| French Open     | 1    | —    | 1    | 1    | 1        |
| Wimbledon       | —    | —    | 1    | —    | 1        |
| US Open         | 1    | —    | —    | —    | 1        |

### Mixed
| Turnier         | 1997 | Karriere |
| --------------- | ---- | -------- |
| Australian Open | —    | —        |
| French Open     | —    | —        |
| Wimbledon       | 2    | 2        |
| US Open         | —    | —        |